# Tamopsis reevesbyana
Espèce
Synonymes
- Tamopsis distinguenda Baehr & Baehr, 1992

Tamopsis reevesbyana est une espèce d'araignées aranéomorphes de la famille des Hersiliidae.

## Distribution
Cette espèce est endémique d'Australie. Elle se rencontre dans le Sud de l'Australie-Méridionale et dans le Sud de l'Australie-Occidentale.

## Description
La femelle mesure 3,6 mm.

## Étymologie
Son nom d'espèce lui a été donné en référence au lieu de sa découverte, l'île Reevesby

## Publication originale
- Baehr & Baehr, 1987 : The Australian Hersiliidae (Arachnida: Araneae): Taxonomy, phylogeny, zoogeography. Invertebrate Taxonomy, vol. 1, no 4, p. 351-437 (texte intégral).